# 颜炳寿
颜炳寿（1966年4月18日—），马来西亚政治人物，马华公会党员。远景研究中心（CENBET）联合主席，曾任青年及体育部副部长、马华副总会长、马华居銮区会主席。在2018年马来西亚大选中，他因竞选宣传看板印有居銮中华中学校徽引起激烈批评，最终也败给了来自民主行动党的黄书琪。同年11月4日的马华总会长党选，他以123票败给得票327张的亚依淡国会议员魏家祥。2022年大选再败选后，颜炳寿于2023年6月宣布引退。

## 简历

### 学历

#### 小学
- 居銮中英国民型华文小学（1973-1978）

#### 中学
- 居銮国民型综合中学（1979-1981）
- 居銮中华中学（1979-1984）

#### 先修班
- Wolsey Hall Tutorial College（1985-1986）

#### 大学
- 英国伦敦大学玛丽皇后学院法学士（1986-1989）
- 英国伦敦林肯法学院院士（1990）
- 马来西亚国际伊斯兰大学伊斯兰法律文凭（1996）
- 马来亚大学法学硕士（2002）

### 事业
- 创设 Gan & Zul律师楼

### 奖状
- 马来西亚TOYM十大杰出青年奖（2006）（政治，法律或政府事务成就—优秀奖）

### 马华党职
- 马华居銮区会主席（2008-2023）
- 马华副总会长（2010-2013）
- 马华伊斯兰法律与政策专案组主任（2014-2018）
- 马华政治教育局主任（2008-2013）
- 马青法律局主任（2005-2008）
- 马青居銮区团团长（1999-2005）

### 政府机构
- 国家政治献金咨询理事会成员（2016-2017）
- 国家青年与体育部副部长（2010-2013）
- 国会上议员（2010-2013）
- 柔佛州州务大臣特别事务官（2008-2010）
- 柔佛州州议会议员（2004-2008）
- 国家卫生健康促进委员会成员（2008-2010）
- 居銮市议会市议员（1999-2004）

### 非政府组织机构
- 远景研究中心联合主席（2014-至今）
- 非政府组织法律顾问（1994-至今）
- 居銮中华总商会理事（1994-2003）
- 居銮中华中学董事（1995-1998）

## 政治生涯
颜炳寿曾担任青年及体育部副部长、马华副总会长、马华伊斯兰法与政策组主任、柔佛明吉摩区州议员。在2013年马华党选他曾与时任署理总会长廖中莱及前任总会长翁诗杰一起角逐马华总会长职，最终该三角战由廖中莱胜出。
颜炳寿是马华党内较为敢怒敢言的马华领袖，在过去发生的多宗事件，他与其他国阵成员“言论不一”，颜炳寿曾声援在内安法令及兴都权益大集会被捕的人士，以及警方高压逮捕和平集会的非政府组织人士。在前总会长林良实因发表一个马来西亚发展有限公司丑闻（1MDB）相关言论而遭时任首相纳吉·阿都拉萨发律师信时，颜炳寿公开声援，疾呼党领导捍卫林良实，并促请政府以国家和人民的利益为出发点，成立皇家调查委员会以展开独立公正的调查。

### 2018年大选
2018年3月6日，马华总会长廖中莱在该党居銮区会新春晚宴上宣布，颜炳寿及马华居銮区会署理主席陈信莱分别上阵居銮国会议席和明吉摩州议席。廖中莱表示，已深刻感受马华居銮区会完成大选备战工作，加上居銮国阵精神强大，各大成员党不分彼此携手共进。他深信两名候选人将能在来届大选，从民主行动党手中赢回居銮国会议席以及明吉摩州议席。颜炳寿在宴会后的记者会发表竞选宣言时，承诺会珍惜选民的支持，与国阵友党协力发展居銮。
2018年4月29日，时至大选提名日的第二天，颜炳寿的竞选宣传看板因印上居銮中华中学校徽而遭受抨击，引发一面倒批评声浪，指责颜炳寿消费母校。尽管当日就将宣传看板紧急拆下，隔日公开向銮中致歉，但仍无法评估校徽事件对选情造成的冲击。
2018年5月9日大选，行动党候选人黄书琪以4万7671张得票大胜获得2万4618张票的颜炳寿，以及得票8242张的伊斯兰党候选人哈斯布拉。颜炳寿随后在面子书上发表贴文，表示接受和尊重居銮选民的决定。
随着马华在大选中惨败，颜炳寿于5月11日召开记者会表示，党中央必须深入检讨过去所做的决定，即支持前首相纳吉·阿都拉萨的领导，因为纳吉的形象和推行的政策，是引起选民不满的其中一个因素。颜炳寿透露自己在2015年时已对党中央支持纳吉的做法抱有强烈看法，甚至有批评，但既然党最后决定支持纳吉的领导，他也遵循党意。

### 2018年马华党选
2018年10月5日，颜炳寿召开记者会宣布，将在11月的马华党选中，二度竞选马华总会长职，硬碰时任署理总会长魏家祥。他于10月22日在与其竞选搭档署理总会长候选人郑修强推介《改革重建》竞选宣言致辞时说：“马华改革重建的第一步，就是恢复党尊严。要恢复党尊严，首先，我们要勇敢脱离国阵、自立自主，我们自己重新来过。这是我和修强团队3大政纲15方略的第一方略，也是最关键的方略！ ”“未来，马来西亚的政治不会再是一党独大的政治，而是多党结盟的政治。花若盛开，蝴蝶自来，只要我们重新取信于民，得到选民的支持，我们不愁没有合作的伙伴。”
在党选期间，颜炳寿曾劝魏家祥好好照顾身体健康，一个月后他宣布一旦胜选，将委任魏家祥出任马华总秘书。该反复言论引起了魏家祥的反击：“他之前不是说要我好好照顾身体吗？怎么在一个月后却要委任我当总秘书，简直前言不对后语。”
11月4日，颜炳寿以123票败给得票327张的魏家祥。他在当晚约10时30分就面子书帖文，祝贺魏家祥当选总会长：“我已致电恭贺魏家祥同志成为马华新一任总会长。在这艰难的时候，希望家祥同志能够带领党同志走出重围，为党培育更多的新生代政治领袖，把马华带到更高的层次，为下一次的大选获得更好的成绩。”“马华的未来，看你了！”

### 2022年大选
颜炳寿于2022年再度参与第十五届大选，上阵居銮国会议席。颜炳寿说，担心居銮社区浪费了近10年，双轨火车预计隔年（2023年）年尾会通车，若居銮赶不上经济列车，就会成为退休和老人居住的三线城市。11月5日，颜炳寿透过脸书直播，坦言本身计划无论选举成败与否，已打算在60岁左右退休，随后的人生可能将进入另一个阶段，同时他也表示不会效仿已高龄逾97岁的前首相马哈迪·莫哈末仍活跃于政坛。11月19日，颜炳寿以2万3395票败给得票4万9801票的原任国会议员黄书琪。

### 引退
2023年6月2日，颜炳寿正式卸下马华居銮区会主席职务并引退。同年9月9日，他在接受《马新社》线上专访时证实不会参与即临的马华党选。

## 确诊冠病
2022年2月28日，颜炳寿在面子书专页称已确诊新冠肺炎。

## 争议事件

### 竞选看板印校徽校训惹议
2018年4月29日上午约11时，任职居銮中华中学的一名教师在个人面子书针对马华居銮国席候选人颜炳寿一张印有銮中校徽的竞选宣传看板，发表一篇“严正抗议”为标题的贴文，希望颜炳寿及其团队不要利用銮中名义宣传，并呼吁候选人自重。该贴文被转载至社交媒体群组后，引起网民热议，大多数网民皆谴责政治人物不应利用学校进行宣传。该宣传看板在引起了争议后迅速遭拆下，从挂上到拆除前后不到8小时。颜炳寿于当天下午3时透过个人面子书专页回应该事件时强调，本身一直以来身为銮中生为荣，过去也曾经通过短片让更多人知道母校培育人才，但针对此次宣传看板引发的争议及部分人身攻击表示遗憾。
此外，銮中董事会于当天下午3时紧急召开新闻发布会，表达校方立场，强调校徽是一所学校的注册标志，未经允许不可擅自取用，呼吁各界请勿随意采用学校标志做出任何宣传。
4月30日，颜炳寿在马华居銮区会召开的新闻发布会上针对该争议事件向该校董事会与校友郑重地表示歉意。他表示，身为政治工作者，却在大选期间，对政治工作缺乏了一定的敏感度，未想到因此对母校带来困扰，他对銮中董事会与校友表示歉意。

## 家庭
- 表妹：颜金霞[37]

## 轶事

### 与陈诗圣的关系
颜炳寿和居銮中华中学前校长陈诗圣关系匪浅，早在就读中学期间，他就是陈诗圣校长的学生之一。1984年，时年高三的他因过度活跃于各种课外活动，陈诗圣也曾提点其勿忽略学业。颜炳寿在上阵2008年大选败选后，陈诗圣也一再鼓励他要坚持自己做的工作。
2013年陈诗圣因车祸逝世后，颜炳寿评价道，陈诗圣是一名具备中华传统美德，“内方外圆”的代表性人物，而其逝世对居銮社区来说是一个很大的损失。他说：“陈诗圣过去在社区、社团，工作也好、化解人事纠纷也好，在篮总投入的心力跟精神，加上他在学校所做的建设活动，是大家有目共睹的。”